# بنی سورمه
بنی سورمه یک گورستان (شهر مردگان) مربوط به اواخر سومریان است که در فلات پشتکوه در قلب زاگرس مرکزی در ایران قرار دارد. این محل برای اولین بار در سال ۱۹۶۷ توسط یک هیئت بلژیکی به نمایندگی از موزه سلطنتی هنر و تاریخ بروکسل و دانشگاه خنت مورد مطالعه قرار گرفت. کاوش‌های آن، اثاثیه مفرغی مدفونی را رو آورد که هنوز هم در این منطقه یافت می‌شود.

## پیشینه تاریخی لرستان
در دوران باستان، بیشتر قسمت‌های پشتکوه محل سکونت عشایر یا نیمه‌کوچ‌نشین بوده‌است، هرچند روستاهای کوچکی نیز وجود دارد. گورستان‌های کشف شده در حفاری‌ها، بدون شک در فاصله‌ای نه چندان دور از اردوگاه‌های موقتشان، به هزاره پنجم تا سده سوم قبل از میلاد بر می‌گردد. در زمان بنای بنی سورمه، مردم منطقه گوتی‌ها، لولوبی‌ها و ایلامی‌ها بودند که احتمالاً منشأ این خزانه‌های خانوادگی بوده‌اند، اگرچه عدم وجود متون مکتوب اعتبار این فرضیه را پیچیده می‌کند.

## توضیحات محل
پس از دو کمپین اختصاص داده شده به گورستان وارکبود، هیئت باستان‌شناسی بلژیکی به رهبری لویی واندن برگه به تلاش‌های خود بر روی گورستان بنی سورمه، نزدیک روستای چوار، از توابع ایلام و استان پشتکوه، از ۱۵ اکتبر تا ۱۲ دسامبر ۱۹۶۷ ادامه داد.
بنی سورمه درسی و هفت طاق تدفین در سه ناحیه مربوط به فرورفتگی‌های فلات گسترده شده که اغلب آنها از ۸ تا ۲/۱۶ متر طول، ۷/۱ تا ۳ متر عرض و ۵/۱ تا ۱/۲ متر عمق دارند. 
اندازه قبرها که با لوح‌های سنگی برجسته بسته شده‌اند، نشان‌دهنده این است که این مقابر خانوادگی یا جمعی است. در مقایسه با سایر مکان‌ها مشخص می‌شود که دفن‌های بنی سورمه بین سال‌های ۲۶۰۰ تا ۲۵۰۰ قبل از میلاد ساخته شده‌اند. از نظر زمانی، لویی ون دن برگه به‌طور کامل مهره‌ها را مستند نمی‌کند و حتی برخی از آنها به عنوان مثال مربوط به کاشی و سرامیک است.

## لوازم تشییع جنازه
بقایای سرامیکی که بیشتر اشیاء یافت شده در طاق‌ها را تشکیل می‌دهند شامل ظروف معمولی و سفال‌های نقش‌دار مانند گلدان‌های رنگ‌آمیزی به رنگ قهوه‌ای مایل به قرمز با نقش‌های هندسی تزئین شده‌است. اشیای بنی سورمه مانند سوراخ کن، سنگ بر، تیشه، نیزه، جام، کاسه و جواهرات، ظهور تمدن مفرغ را در لرستان نشان می‌دهد. متداول‌ترین آنها، تبر سوراخ دارکه هم برای مصارف خانگی و هم برای اهداف نظامی استفاده می‌شد.
جواهرات، ازجمله انگشتر، مهره و گردنبند، با فسیلهای صدفی یا سنگ‌های قیمتی تزئین شده‌اند. مهرهای استوانه‌ای که با ظرافت کم و بیش تزئین شده‌اند، مشخصه پایان دوره سومری باستان است.
تعداد نسبتاً کم اشیای تشییع جنازه، مقایسه قبرها را بر اساس موقعیت اجتماعی غیرممکن می‌کند، بسیاری، مانند آثار شوش، شبیه بقایای بین‌النهرین هستند، و فقدان سنگ معدن مس در منطقه و نشانه‌هایی از صنعتگری این شهروندان در این زمان حاکی از تجارت بین بین‌النهرین و لرستان است تا تولید محلی.